# Fernando Álvez
Fernando Harry Álvez Mosquera (Montevideo, 4 de septiembre de 1959) es un exfutbolista uruguayo, consagrado campeón de América en 1995 como arquero de Uruguay, seis veces campeón uruguayo defendiendo al Club Atlético Peñarol (1978, 1979, 1981, 1982, 1985,1997) luego de serlo con el Club Atlético Defensor en 1976 y posteriormente campeón colombiano con Junior de Barranquilla en 1993.

## Selección nacional
A nivel juvenil sub-20, Alvez fue dos veces campeón sudamericano: en el torneo de Caracas 1977 y Montevideo de 1979. 
Fue cuarto guardameta en la Copa América sin sede fija en el año 1979, junto a Rodolfo Rodríguez, Carlos Goyen y Freddy Clavijo respectivamente. 
A nivel de selección mayor, recibió 40 goles.  
Su debut con la selección fue en 1980 en un amistoso ante Perú (0-0), Alvez participó con Uruguay en los Mundiales de México 1986 e Italia 1990, recibiendo 13 goles en 8 encuentros, el más recordado es la derrota 6-1 contra Dinamarca en la Copa del Mundo 86.
Fue figura con la selección uruguaya en la consecución del título de Copa América 1995, ya que en el partido final ante Brasil en la serie de lanzamientos por penal, Álvez atajó un penal a Túlio, lo cual sirvió para que Uruguay consiguiera su 14 título de Copa América.
Su último juego con la selección uruguaya fue el 8 de junio de 1997, en Montevideo ante Colombia, en juego correspondientes a las eliminatorias al Mundial de Francia 98, donde igualaron 1 - 1.
Después de su retiro, Álvez trató de incursionar en la política, fue comentarista deportivo en la radio uruguaya e hizo curso de entrenador en España, a la espera de volver a las canchas ya como entrenador. 
Fue incluido en la lista de los 100 mejores porteros de los últimos 25 años a nivel mundial, publicada por FIFA en octubre de 2010, en el puesto 88, junto al también uruguayo Fabián Carini.

### Participaciones internacionales
| Torneo                             | Sede          | Resultado                    |
| ---------------------------------- | ------------- | ---------------------------- |
| Copa América 1979 como 4.º arquero | Sin sede fija | Segunda fase                 |
| Copa América 1991                  | Chile         | Primera ronda                |
| Copa América 1995                  | Uruguay       | Campeón                      |
| Eliminatorias Mundialistas 1998    | Sudamérica    | Séptimo lugar (no clasificó) |

#### Participaciones en Copas del Mundo
| Mundial                        | Sede   | Resultado    |
| ------------------------------ | ------ | ------------ |
| Copa Mundial de Fútbol de 1986 | México | Segunda fase |
| Copa Mundial de Fútbol de 1990 | Italia | Segunda fase |

## Clubes
| Club                   | País      | Año         |
| ---------------------- | --------- | ----------- |
| Defensor Sporting      | Uruguay   | 1976 - 1977 |
| Peñarol                | Uruguay   | 1978 - 1983 |
| Libertad               | Paraguay  | 1984        |
| Peñarol                | Uruguay   | 1985 - 1986 |
| Botafogo               | Brasil    | 1987        |
| Peñarol                | Uruguay   | 1988 - 1991 |
| Independiente Santa Fe | Colombia  | 1991 - 1992 |
| Deportivo Mandiyú      | Argentina | 1992- 1993  |
| Junior de Barranquilla | Colombia  | 1993 - 1994 |
| River Plate            | Uruguay   | 1995        |
| San Lorenzo de Almagro | Argentina | 1996        |
| Peñarol                | Uruguay   | 1997        |

## Palmarés

### Campeonatos nacionales
| Título              | Club    | País    | Año  |
| ------------------- | ------- | ------- | ---- |
| Campeonato Uruguayo | Peñarol | Uruguay | 1978 |
| Campeonato Uruguayo | Peñarol | Uruguay | 1979 |
| Campeonato Uruguayo | Peñarol | Uruguay | 1981 |
| Campeonato Uruguayo | Peñarol | Uruguay | 1982 |
| Campeonato Uruguayo | Peñarol | Uruguay | 1985 |
| Campeonato Uruguayo | Peñarol | Uruguay | 1986 |
| Campeonato Uruguayo | Peñarol | Uruguay | 1997 |

### Copas internacionales
| Título       | Club    | País    | Año  |
| ------------ | ------- | ------- | ---- |
| Copa América | Uruguay | Uruguay | 1995 |

Copa libertadores

## Ámbito político
En el marco de las elecciones internas de 2024, Álvez apoyó al precandidato colorado Andrés Ojeda, presentándose en segundo lugar en la lista al Órgano Deliberativo Nacional de Maldonado, y encabezando la lista por el Órgano Deliberativo Departamental de Maldonado. Ambas fueron las listas colorada  más votadas en el departamento.Debido a esto se decidió que Álvez encabezara las listas del sector de Ojeda en Maldonado como candidato a diputado.